# Manfred Kropp
Pour les articles homonymes, voir Kropp (homonymie).
Manfred Kropp, né à Ludwigshafen en 1947, est un historien et islamologue allemand, spécialisé dans les études sémitiques et l'épigraphie arabe pré-islamique. Il enseigne l’islamologie et les études sémitiques à l'université de Mayence.

## Éléments biographiques
Manfred Kropp est né en République Fédérale d’Allemagne. Il fait ses études en islamologie, histoire médiévale et études sémitiques aux universités de Heidelberg et de Paris. En 1975, il obtient son doctorat avec une thèse sur l’histoire arabe préislamique d’après les historiens musulmans (édition et commentaire d’un texte d’un auteur andalou du XIIIe siècle). En 1984 il soutient sa thèse de doctorat d’état avec une étude sur l’historiographie éthiopienne et sa tradition manuscrite. 
Il est professeur d’études sémitiques à l’université de Heidelberg de 1985 à 1989. À l’université de Lund (Suède), il occupe la chaire des études sémitiques de 1990 à 1991. Depuis 1991, il est professeur d’islamologie et des études sémitiques de l‘Université de Mayence.
Il a dirigé l’Institut Allemand des Études Orientales de Beyrouth de 1999 à 2007 et a été professeur associé au Collège de France en 2007-2008.
Il a publié, entre autres, dans le domaine des études sémitiques, notamment en épigraphie arabe préislamique et dans le domaine de l’histoire éthiopienne médiévale.